# Langhorne
Langhorne is een plaats (borough) in de Amerikaanse staat Pennsylvania, en valt bestuurlijk gezien onder Bucks County.

## Demografie
Bij de volkstelling in 2000 werd het aantal inwoners vastgesteld op 1981. In 2006 is het aantal inwoners door het United States Census Bureau geschat op 1967, een daling van 14 (-0,7%).

## Geografie
Volgens het United States Census Bureau beslaat de plaats een oppervlakte van 1,3 km², geheel bestaande uit land. Langhorne ligt op ongeveer 54 m boven zeeniveau.

## Plaatsen in de nabije omgeving
De onderstaande figuur toont nabijgelegen plaatsen in een straal van 8 km rond Langhorne.

## Geboren
- Harry Frankfurt (1929-2023), filosoof en hoogleraar
- Scott Fischman (1980), pokerspeler